# Menedżerowie Rangers F.C.
Menedżerowie Rangers F.C. – wykaz osób, które od czasu założenia Rangers w 1872 roku pełniły w klubie funkcję menedżera. Trzech z nich stanowisko to piastowało jedynie przez kilka dni, w charakterze tymczasowego opiekuna „The Gers”, a dwóch dwukrotnie mianowano szkoleniowcem klubu z Ibrox.

## Historia menedżerów
Do 1899 roku w klubie nie było stanowiska menedżerskiego – w XIX wieku drużynę prowadzili sekretarze – James Gossland (1885–1889) i William Wilton (1889–1899). Bilans Rangers z tego okresu przedstawia się następująco: 275 meczów, 177 zwycięstw, 42 remisy, 56 porażek, 896 bramek strzelonych, 377 bramek straconych, 64,36% wygranych.
Osobą, która na stanowisku menedżera Rangers zdobyła najwięcej trofeów był najdłużej pracujący szkoleniowiec w klubie – Bill Struth. Za jego kadencji „The Gers” osiemnastokrotnie wygrywali Scottish Premier League, dziesięciokrotnie Puchar Szkocji i dwukrotnie Puchar Ligi Szkockiej. Dodatkowo Rangers zdobyli wówczas siedem nieoficjalnych mistrzostw z okresu II wojny światowej, dziewiętnaście Pucharów Glasgow, siedemnaście Glasgow Merchant Charity Cup, a także wiele innych wyróżnień.
Średnio klub zatrudnia nowego menedżera co siedem i pół roku, a w ciągu całej historii Rangers zwolnieni zostali tylko trzej – Scot Symon, David White i Jock Wallace (podczas swojego pierwszego pobytu). W pozostałych przypadkach szkoleniowcy odchodzili z Ibrox za obustronnym porozumieniem, z wyłączeniem Williama Willtona, który będąc menedżerem „The Gers” uległ śmiertelnemu wypadkowi.

## Statystyki

### Mecze
Stan na 20 lutego 2017 roku (ostatni mecz sezonu 2016/2017). Uwzględnione są jedynie mecze oficjalne.
| Imię i nazwisko | Od                        | Do                               | Czas                             | M    | Zw  | Re  | Po  | Br+   | Br-   | Zw%   |
| --------------- | ------------------------- | -------------------------------- | -------------------------------- | ---- | --- | --- | --- | ----- | ----- | ----- |
| William Wilton  | 27 maja 1899(dts)         | 20 maja 1920(dts)                | 20 lat, 359 dni                  | 725  | 476 | 120 | 129 | 1 723 | 753   | 65,66 |
| Bill Struth     | 20 maja 1920(dts)         | 15 czerwca 1954(dts)             | 34 lata, 26 dni                  | 1185 | 793 | 229 | 163 | 2 849 | 1 151 | 66,92 |
| Scot Symon      | 15 czerwca 1954(dts)      | 1 listopada 1967(dts)            | 13 lat, 139 dni                  | 715  | 473 | 119 | 123 | 1 817 | 810   | 66,15 |
| David White     | 1 listopada 1967(dts)     | 27 listopada 1969(dts)           | 2 lata, 26 dni                   | 114  | 73  | 19  | 22  | 264   | 122   | 64,04 |
| Willie Thornton | 27 listopada 1969(dts)    | 8 grudnia 1969(dts)              | 11 dni                           | 2    | 2   | 0   | 0   | 5     | 1     | 100   |
| William Waddell | 8 grudnia 1969(dts)       | 31 maja 1972(dts)                | 2 lata, 175 dni                  | 130  | 73  | 25  | 32  | 253   | 134   | 56,15 |
| Jock Wallace    | 31 maja 1972(dts)         | 23 maja 1978(dts)                | 5 lat, 357 dni                   | 307  | 202 | 56  | 49  | 652   | 293   | 65,80 |
| John Greig      | 24 maja 1978(dts)         | 28 października 1983(dts)        | 5 lat, 157 dni                   | 290  | 151 | 71  | 68  | 514   | 302   | 52,07 |
| Tommy McLean    | 28 października 1983(dts) | 10 listopada 1983(dts)           | 13 dni                           | 4    | 1   | 0   | 3   | 4     | 6     | 25,00 |
| Jock Wallace    | 10 listopada 1983(dts)    | 7 kwietnia 1986(dts)             | 2 lata, 148 dni                  | 129  | 61  | 36  | 32  | 216   | 132   | 47,29 |
| Graeme Souness  | 8 kwietnia 1986(dts)      | 16 kwietnia 1991(dts)            | 5 lat, 8 dni                     | 260  | 165 | 50  | 45  | 486   | 180   | 63,46 |
| Walter Smith    | 19 kwietnia 1991(dts)     | 31 maja 1998(dts)                | 7 lat, 42 dni                    | 379  | 248 | 68  | 63  | 793   | 341   | 65,44 |
| Dick Advocaat   | 1 czerwca 1998(dts)       | 12 grudnia 2001(dts)             | 3 lata, 193 dni                  | 195  | 131 | 34  | 30  | 427   | 158   | 67,18 |
| Alex McLeish    | 13 grudnia 2001(dts)      | 8 maja 2006(dts)                 | 4 lata, 171 dni                  | 237  | 157 | 44  | 36  | 493   | 197   | 66,24 |
| Paul Le Guen    | 9 maja 2006(dts)          | 4 stycznia 2007(dts)             | 217 dni                          | 31   | 16  | 8   | 7   | 47    | 28    | 51,61 |
| Ian Durrant     | 4 stycznia 2007(dts)      | 10 stycznia 2007(dts)            | 6 dni                            | 1    | 0   | 0   | 1   | 2     | 3     | 0     |
| Walter Smith    | 10 stycznia 2007(dts)     | 16 maja 2011(dts)                | 4 lata, 125 dni                  | 245  | 154 | 53  | 38  | 471   | 197   | 62,86 |
| Ally McCoist    | 16 maja 2011(dts)         | 21 grudnia 2014, 3 lata, 219 dni | 21 grudnia 2014, 3 lata, 219 dni | 167  | 121 | 22  | 24  | 391   | 123   | 72,46 |
| Mark Warburton  | 15 czerwca 2015           | 10 lutego 2017                   | 1 lata, 240 dni                  | 82   | 54  | 15  | 13  | 183   | 74    | 65,85 |
| Graeme Murty    | 10 lutego 2017            | 12 marca 2017                    | 30 dni                           | 6    | 3   | 1   | 2   | 14    | 8     | 50,00 |
| Pedro Caixinha  | 11 marca 2017             | –                                | 6 dni                            | 0    | 0   | 0   | 0   | 0     | 0     | 0     |

Objaśnienia: M – mecze, Zw – zwycięstwa, Re – remisy, Po – porażki, Br+ – bramki strzelone, Br- – bramki stracone, Zw% – procent zwycięstw

### Trofea
| #  | Imię i nazwisko | Mistrzostwo | Puchar Szkocji | Puchar Ligi | Europa | Suma |
| -- | --------------- | ----------- | -------------- | ----------- | ------ | ---- |
| 1  | William Willton | 8           | 1              | 0           | 0      | 9    |
| 2  | Bill Struth     | 18          | 10             | 2           | 0      | 30   |
| 3  | Scot Symon      | 6           | 5              | 4           | 0      | 15   |
| 4  | David White     | 0           | 0              | 0           | 0      | 0    |
| 5  | William Waddell | 0           | 0              | 1           | 1      | 2    |
| 6  | Jock Wallace    | 3           | 3              | 4           | 0      | 10   |
| 7  | John Greig      | 0           | 2              | 2           | 0      | 4    |
| 8  | Graeme Souness  | 3           | 0              | 4           | 0      | 7    |
| 9  | Walter Smith    | 10          | 5              | 6           | 0      | 21   |
| 10 | Dick Advocaat   | 2           | 2              | 1           | 0      | 5    |
| 11 | Alex McLeish    | 2           | 2              | 3           | 0      | 7    |
| 12 | Paul Le Guen    | 0           | 0              | 0           | 0      | 0    |
| 13 | Ally McCoist    | 0           | 0              | 0           | 0      | 0    |
| 14 | Mark Warburton  | 0           | 0              | 0           | 0      | 0    |
| 15 | Pedro Caixinha  | 0           | 0              | 0           | 0      | 0    |